# Ancelle del Sacro Cuore di Gesù (Vienna)
Le Ancelle del Sacro Cuore di Gesù (in tedesco Dienerinnen des Hlst. Herzens Jesu) sono un istituto religioso femminile di diritto pontificio.

## Storia
Le origini della congregazine coincidono con quelle dell'omonimo istituto con casa-madre a Versailles, fondato dal sacerdote Viktor Braun.
Nel maggio del 1873 una comunità di Ancelle del Sacro Cuore di Gesù provenienti dalla Francia si stabilì a Vienna per prestare servizio presso l'ospedale Rudolfstiftung: le case in Austria si moltiplicarono rapidamente e furono presto in grado di organizzarsi in provincia. La provincia austriaca si rese indipendente dall'istituto di Versailles nel 1893 e nel 1896, con il permesso della Santa Sede, fu canonicamente eretta in congregazione.
L'istituto ricevette il pontificio decreto di lode il 28 settembre 1900 e l'approvazione definitiva il 19 giugno 1934.

## Attività e diffusione
Le suore si dedicano alla cura di malati e anziani e all'educazione della gioventù.
Oltre che in Austria, sono presenti in Repubblica Ceca, Germania e Polonia; la sede generalizia è a Vienna.
Alla fine del 2015 l'istituto contava 73 religiose in 9 case.